# Dunkers kulturhus
Dunkers kulturhus er et museum og kunstcentrum i Helsingborg ved byens nordhavn. I huset, som har navn efter forretningsmanden Henry Dunker der bekostede museet, findes store rum til udstillinger, scenekunst og pædagogiske aktiviteter for børn og ungdom inden for kunst, musik, medier, dans og teater. Huset rummer også bar, restaurant og butik. I alt har huset et areal på 16.000 m² med 10.600 m² som virksomhedslokaler og 3.200 m² til udstillinger. I Dunkers kulturhus ligger desuden Helsingborgs turistbureau.

## Historie
Bygningen blev opført efter en arkitektkonkurrence i 1997 med temaet "Byen ved vandet", som blev vundet af den danske arkitekt Kim Utzon. Lighederne med det hvide møbelhus Paustians Hus i København er slående. Det er fra 1987 og tegnet af Kim Utzon med faren, Jørn Utzon, der tidligere havde tegnet Operahuset i Sydney.
Planer for et nyt bymuseum havde man haft længe, og de udviklede sig efterhånden til et kompleks af forskellige kulturelle institutioner. "Henry og Gerda Dunkers donationsfond" bidrog til finansieringen, og efter dem har huset fået sit navn. "Dunkers kulturhus" blev indviet af kronprinsesse Victoria den 27. april 2002 efter 2½ års byggetid og til en pris af ca. 300 millioner kroner (inklusive indretning). Aktivitet og drift står Helsingborgs kommun for.
Henry Dunker, født i Esbjerg 1870, var chef for Tretorns gummifabrik i Helsingborg, der fremstillede galocher, støvler og tennisbolde. Han skabte sig derved en formue. Dunker døde 1962 og gav hele sin og hustruen Gerdas formue til byen til fremme af kulturlivet. Ægteparret Dunker var barnløst.
Ud over kulturhuset har afkastet fra aktier og andet bekostet opførelsen af Helsingborgs stadsteater, det grafiske museum og Kulturmagasinet, desuden den østre langside med siddepladser på fodboldstadionet Olympias.

## Bygningen
Kulturhuset udgøres af en gruppe huse med forskellige funktioner bundet sammen til en enhed. Mod "Sundstorget" og byen har huset en mere enkel og bymæssig facade, mens bygningerne mod havnen er mere skulpturelle i deres udtryk og domineres af hvide betonsøjler og intrikate tagformer. Som sin far indledte Kim Utzon projekteringen tredimensionelt med legoklodser. Antallet af materialer, der blev eksperimenteret med, var bevidst meget få. Utzon mener omhyggeligt at have undgået grobund for svampeangreb i hele huset.

## Aktiviteter
Den permanente udstilling "På grænsen" viser Helsingborgs byhistorie. Derudover findes der flere udstillinger af forskellig varighed. Midt i bygningen findes turistbureauets butik som sælger bøger, kunst- og designhåndværk.
Byens musikskole og "Kulturcentrum" for børn og ungdom har øvelokaler til musik, teater, dans, mime og nye udtryksformer, atelierer for it, lyd, lys, billede og scenografi samt plads for lokale grupper som vil udtrykke sig kunstnerisk.